# المجموعة الفلسطينية لمراقبة حقوق الإنسان
المجموعة الفلسطينية لمراقبة حقوق الإنسان هي مجموعة حقوق إنسان أسسها باسم عيد، وهو ناشط ميداني سابق في منظمة بتسيلم عام 1996. وفقًا لمنظمة بتسيلم، فإن المجموعة «تراقب انتهاكات حقوق الإنسان التي ترتكبها كل من إسرائيل والسلطة الوطنية الفلسطينية». وفقًا لمنظمة مراقبة المنظمات غير الحكومية، فإن المجموعة «توثق انتهاكات حقوق الإنسان المرتكبة ضد الفلسطينيين في الضفة الغربية وقطاع غزة والقدس الشرقية، بغض النظر عن المسؤول». في أبريل 2006، نشرت المجموعة نشرة دورية نهائية حول حقوق الإنسان. في عام 2011، تم إغلاق بسبب نقص التمويل.
مؤسس المجموعة ومديرها باسم عيد، الذي استقال من منظمة بتسيلم بسبب قرارها بمراقبة تقرير عن الانتهاكات الإسرائيلية لحقوق الإنسان، والتغاضي عن تلك التي ارتكبتها السلطة الفلسطينية أو غيرها من الجماعات العربية الفلسطينية. وشاركه في تأسيسها بوب ثنكليت. [بحاجة لمصدر]
ركزت المجموعة على انتهاكات الحقوق التي ارتكبتها السلطات الفلسطينية؛ لأنه حسب عيد، «أشعر أنه يجب عليّ حماية شعبي من أي نوع من أنواع السلطة، وحتى سلطتها الخاصة... أريد أن يبني الفلسطينيون دولة ديمقراطية، وليس فقط بسط سلطتهم.» في عام 1997، وصفت واشنطن بوست المجموعة بأنها «تتحدى المحرمات» بين منظمات حقوق الإنسان ضد انتقاد انتهاكات حقوق الإنسان من قبل السلطات الحاكمة الفلسطينية.

وفقًا لمرصد المنظمات غير الحكومية المؤيد لإسرائيل، شملت منظمات التمويل قسم التعاون في مجال المعونة الإيرلندية، وصندوق موريا، ومكتب الممثل الفنلندي للسلطة الفلسطينية، ومؤسسة السلام في الشرق الأوسط (FMEP)، لكن المرصد لا يقدم أي دليل على تلك المطالبات.